# Characodon garmani
Characodon garmani és una espècie extinta de peix de la família dels goodèids i de l'ordre dels ciprinodontiformes.

## Hàbitat
Era un peix d'aigua dolça, de clima tropical i bentopelàgic.

## Distribució geogràfica
Es trobava a Mèxic.

## Observacions
Era inofensiu per als humans.